# Mount Canham
Mount Canham är ett berg i Antarktis. Det ligger i Östantarktis. Australien gör anspråk på området. Toppen på Mount Canham är 1 815 meter över havet.
Terrängen runt Mount Canham är platt åt nordost, men åt sydväst är den kuperad. Trakten är obefolkad. Det finns inga samhällen i närheten.